# Régime atlantique

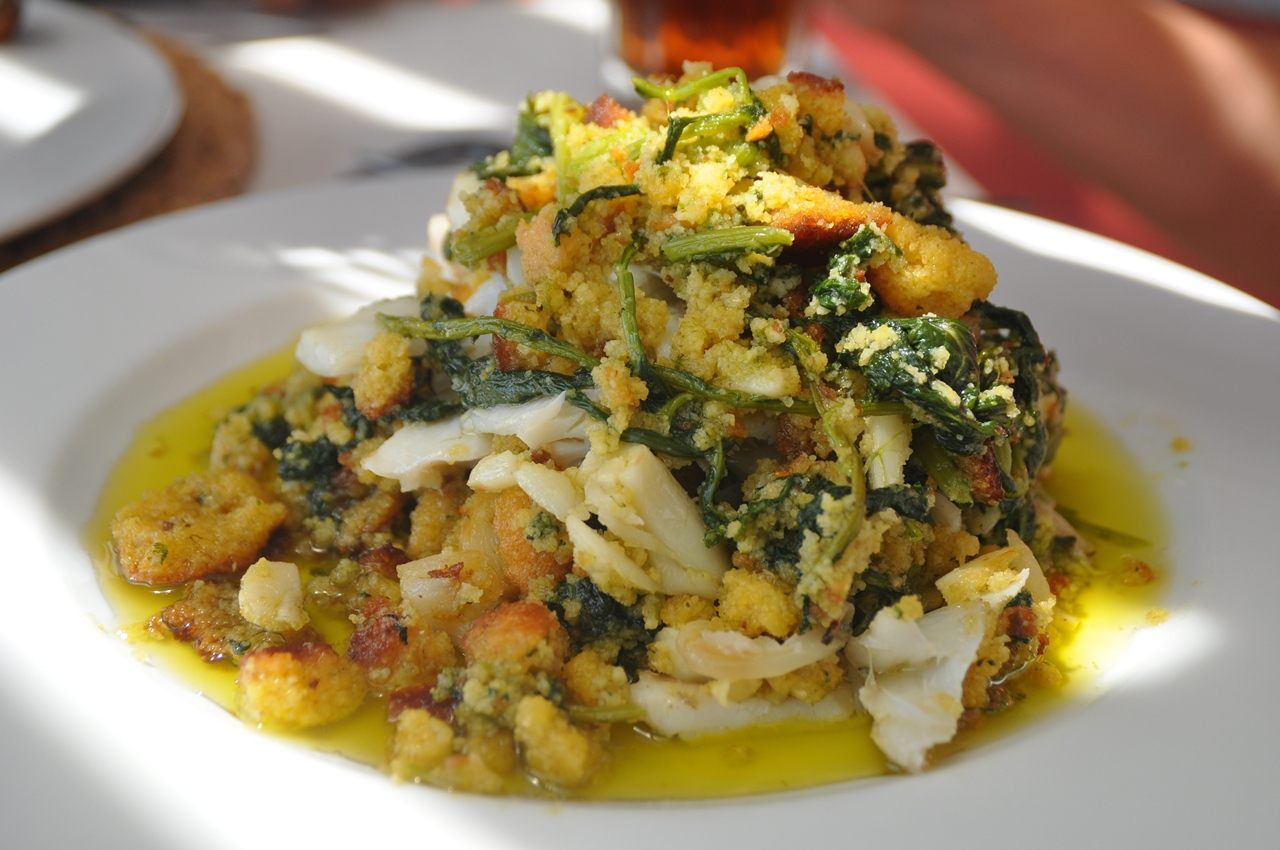
0Morue au rapini-rabe.

Le régime atlantique est un mode alimentaire inspiré des habitudes alimentaires traditionnelles des populations du Portugal,,, (avec une incidence dans le Nord), et de Galice, au nord-ouest de l'Espagne,,, ; qui se concentre sur les aliments non transformés, les légumes et fruits, noix, pain complet, le poisson, produits laitiers, les œufs, l'huile d'olive et certaines viandes rouges et les vins,. Comme tous les deux mettent l’accent sur l’évitement des aliments transformés, le régime atlantique est relativement similaire au régime méditerranéen,,,.

## En Europe Atlantique
Spécifique à la côte atlantique ibérique, le régime atlantique, également connu sous l'acronyme SEAD (Southern European Atlantic Diet) fait partie d'un régime alimentaire plus large associé aux pays d'Europe occidentale riverains de l'océan Atlantique comme l'Irlande, l'Écosse, le pays de Galles, le sud de l'Angleterre, l'Île de Man et la Bretagne.

## Galerie

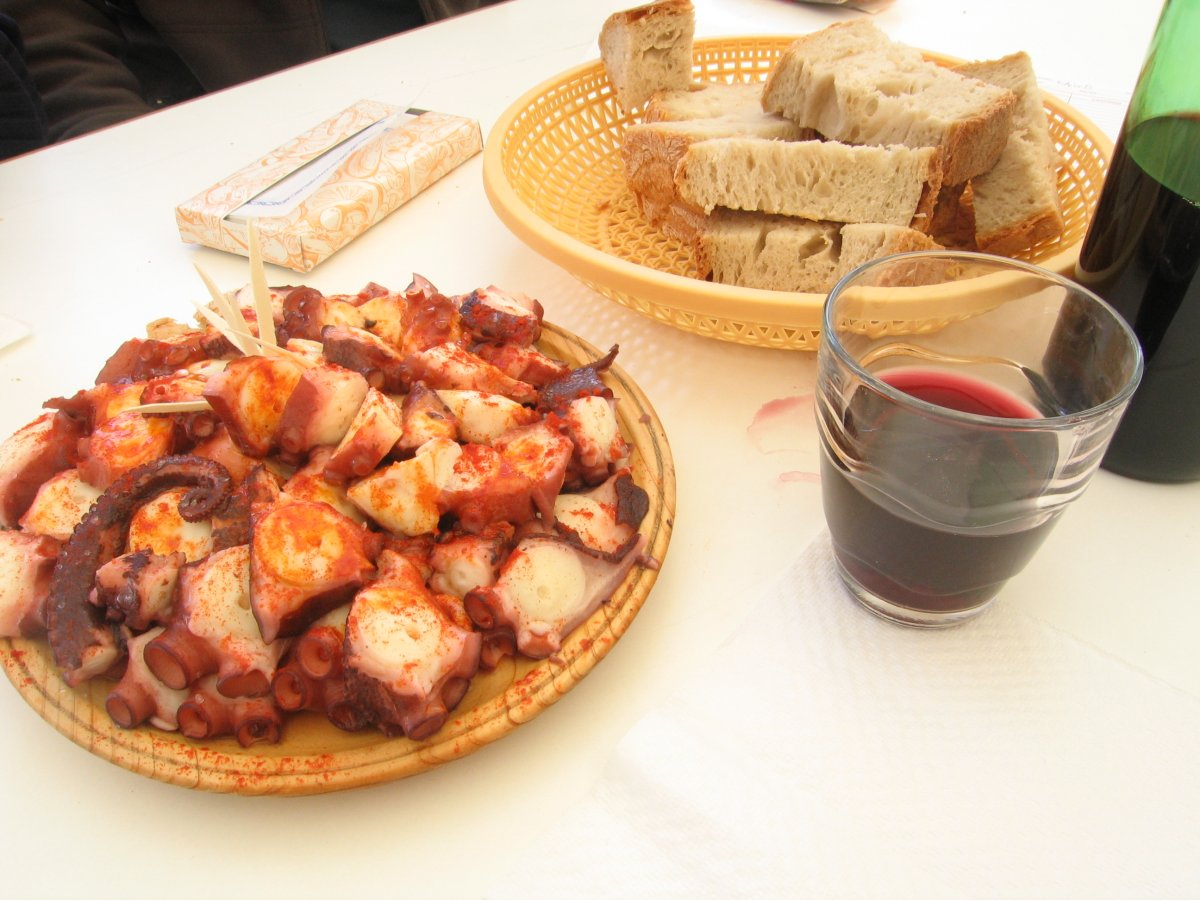
Poulpe à la galicienne.
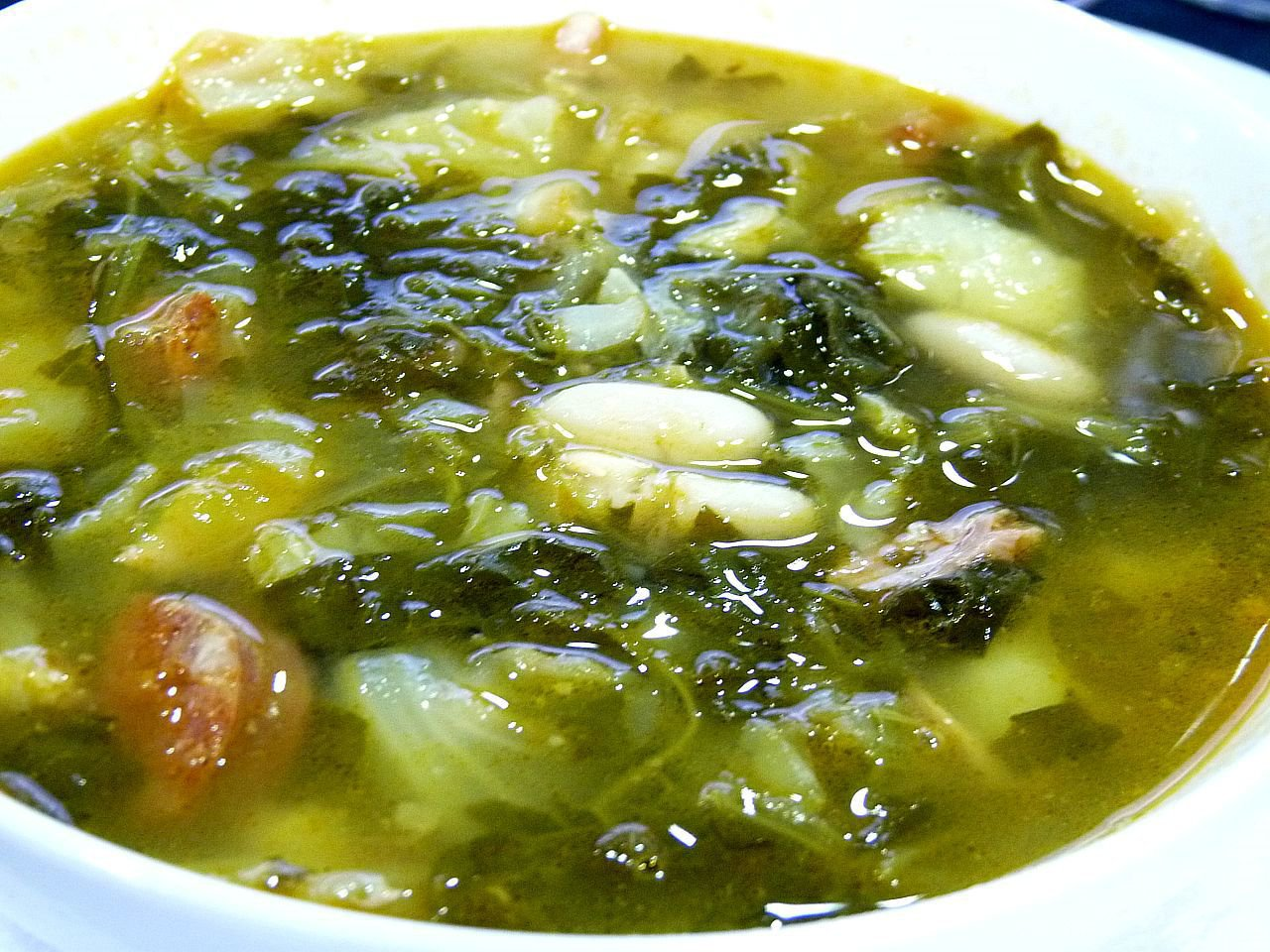
Bouillon galicien.
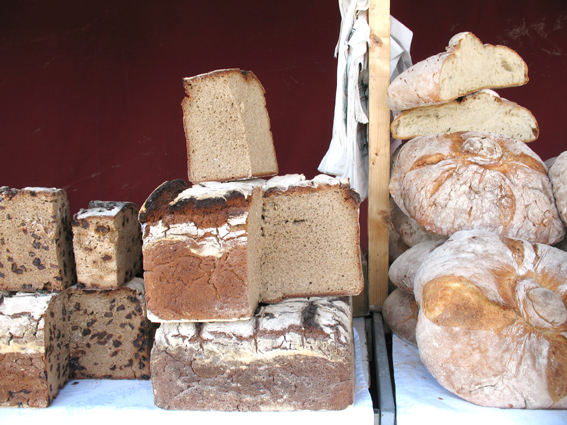
Pain galicien.
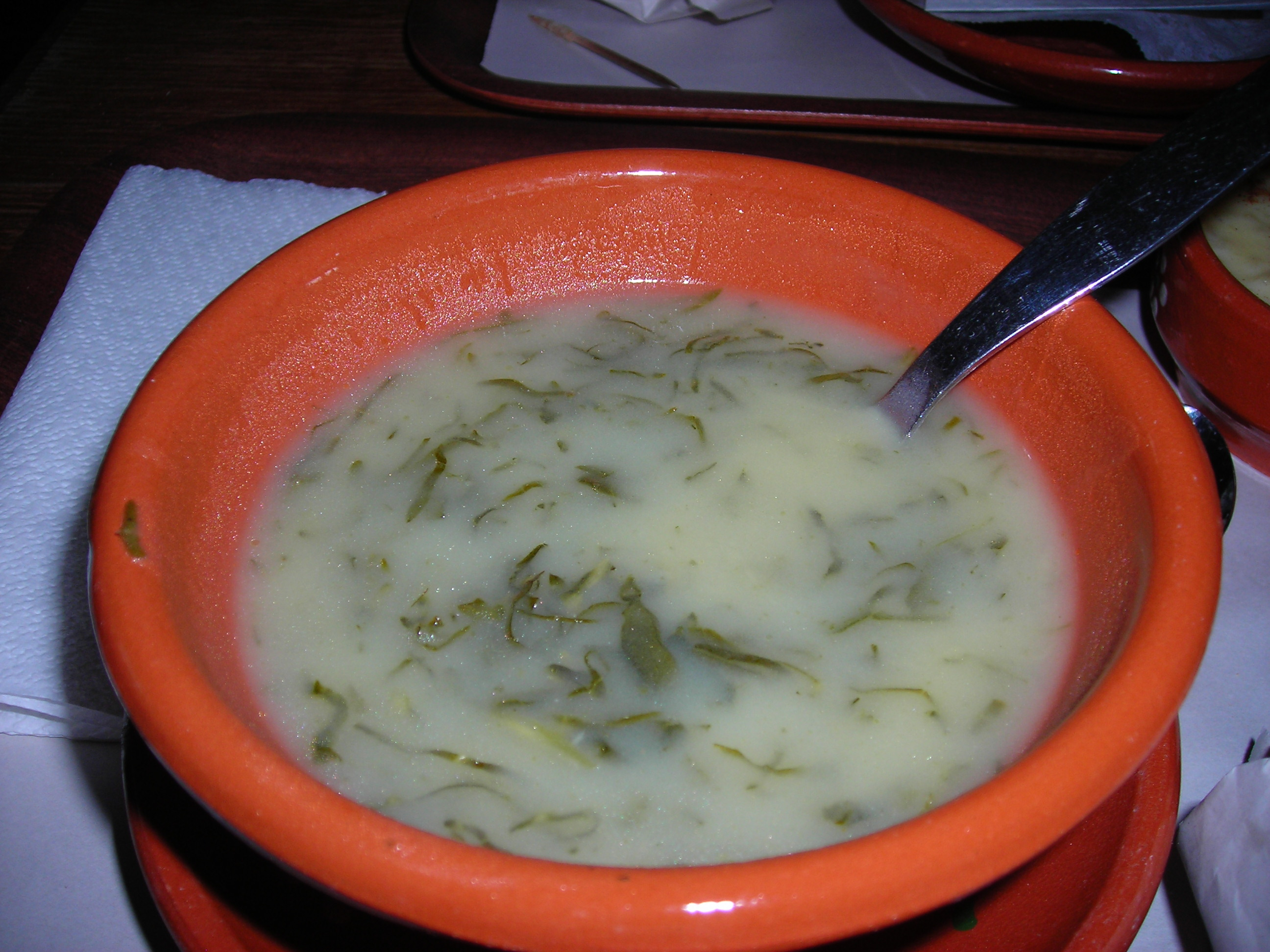
Caldo verde, un des plus célèbres bouillons portugais.
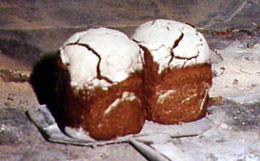
Broa, pain traditionnel portugais.